# ياسونوري كومادا
ياسونوري كومادا (باليابانية: 熊田康則؛ بالكانا: くまだ やすのり) هو مدرب رياضي ياباني، ولد في 18 مارس 1963 في كاناغاوا في اليابان.

## وصلات خارجية
- ياسونوري كومادا على موقع قاعدة بيانات الكرة الطائرة الشاطئية (الإنجليزية)
- ياسونوري كومادا على موقع أوليمبيديا (الإنجليزية)